# هوانغ هوا
هوانغ هوا (بالصينية: 黃華) هي لاعبة كرة الريشة صينية، ولدت في 16 نوفمبر 1969 في هيشي في الصين.

## وصلات خارجية
- هوانغ هوا على موقع BWF.tournamentsoftware.com (الإنجليزية)
- هوانغ هوا على موقع BWFbadminton.com (الإنجليزية)
- هوانغ هوا على موقع اللجنة الأولمبية الدولية (الإنجليزية)
- هوانغ هوا على موقع أوليمبيديا (الإنجليزية)
- هوانغ هوا على موقع اللجنة الأولمبية الصينية (الإنجليزية)